# 二軒屋站
二軒屋站（日语：／ Nikenya eki */?）是一位於日本德島縣德島市南二軒屋町，隸屬於四國旅客鐵道（JR四國）的鐵路車站。車站編號為M02。本站只停靠普通列車。2010年10月1日因應業務精簡，被降格為無人站，由於設有自動售票機，因此並沒有安排業務委託服務。附近以民居為主。

## 車站結構
設有如南小松島站相同的單層式站舍一座，設有原站務室、候車大堂、商店及洗手間。站內店舖全部隸屬於JR四國的附屬公司「StationCreate東四國（页面存档备份，存于）」德島支店（页面存档备份，存于）所管理，左邊商店曾經為JR四國子公司的麵包店Willie Winkie，結業後改為陶瓷店兼咖啡室；而右邊商店則為居酒屋。
設有島式月台1座，提供1線2面的配置，1號月台路軌旁設有保線用側線1條。月台長度是牟岐線車站中僅次於德島站後最長第2位，設定的有效長度為6輛，但2號月台可以有7輛有效長度。1號月台路軌因向德島方向的最前1輛長度設有通往保線用側線的轉轍器而不使用，但理論上同樣可以停靠7輛車卡。月台出入口設於向文化之森站方向的末端，為無障礙斜道，並以平交道連接至站舍，有蓋候車亭亦設於此。

### 月台配置
| 月台 | 路線    | 方向 | 目的地                         |
| ---- | ------- | ---- | ------------------------------ |
| 1    | ■牟岐線 | 下行 | 阿南、牟岐、阿波海南方向       |
| 2    | ■牟岐線 | 上行 | 德島、板野、穴吹、阿波川島方向 |

## 歷史
- 1913年4月20日：隨阿波國共同汽船小松島輕便線通車而開業。
- 1917年9月1日：小松島線隨阿波國共同汽船國有化。
- 1961年4月1日：本站改編入牟岐線。
- 1987年4月1日：日本國鐵分割民營化，車站的營運由JR四國繼承。
- 2010年10月1日：無人化。

## 歷年乘車人數
- 564人（1995年度）
- 605人（1996年度）
- 549人（1997年度）
- 493人（1998年度）
- 477人（1999年度）
- 454人（2000年度）
- 447人（2001年度）
- 419人（2002年度）
- 414人（2003年度）
- 405人（2004年度）
- 393人（2005年度）
- 410人（2006年度）
- 416人（2007年度）
- 424人（2008年度）
- 421人（2009年度）
- 454人（2010年度）

## 相鄰車站
四國旅客鐵道（JR四國）
■牟岐線
阿波富田（M01）－二軒屋（M02）－文化之森（M03）

## 外部連結
- JR四國二軒屋站 （页面存档备份，存于）